# Tetrastigma ellipticum
Tetrastigma ellipticum är en vinväxtart som beskrevs av Merrill. Tetrastigma ellipticum ingår i släktet Tetrastigma och familjen vinväxter. Inga underarter finns listade i Catalogue of Life.